# KBS Kyōto
Koordinaten: 35° 1′ 25″ N, 135° 45′ 31″ O

Gebäude von KBS Kyōto im Stadtteil Tatsumae-chō im Kyōtoer Bezirk Kamigyō

KBS Kyōto (kurz für englisch Kyoto Broadcasting System Company, Ltd.; japanisch 株式会社京都放送 Kabushiki-gaisha Kyōto Hōsō) ist eine kommerzielle Rundfunkstation mit Sitz in Kyōto, Japan. Sie wurde am 26. Juni 1951 als Radio Kyoto gegründet. Die Fernsehtestübertragung wurde 1968 vom Hiei-zan gestartet.